# Groenrugzwiepfluiter
De groenrugzwiepfluiter is een zangvogel uit de familie van de Psophodidae (Zwiepfluiters). Het is een endemische vogelsoort uit het hooggebergte van Nieuw-Guinea.

## Kenmerken
De vogel is 17 cm lang. De vogel is overwegend donkerolijfgroen gekleurd. Het mannetje heeft zwart rond het oog, op de keel en borst. Opvallend is een kleine, lichte baardstreep.

## Verspreiding en leefgebied
Over de groenrugzwiepfluiter is weinig bekend. Er zijn drie museumexemplaren die werden verzameld tijdens wetenschappelijke expedities in de het Sneeuwgebergte in het centrale hoogland van Papua (Indonesië) op een hoogte tussen de 1400 en 2700 m boven de zeespiegel. Verder zijn er min of meer overtuigend gedocumenteerde waarnemingen uit de jaren 1990 en geluidsopnamen van zijn zang.

## Status
De groenrugzwiepfluiter is een zeldzame vogel in een lastig en zelden door deskundigen bezocht gebied. Aangenomen wordt dat deze vogel niet in zijn voortbestaan wordt bedreigd, omdat er weinig menselijke activiteiten zijn op de plekken waar hij voorkomt. Op de Rode lijst van de IUCN heeft deze soort daarom de status niet bedreigd.